# Macridiscus semicancellatus
Macridiscus semicancellatus is een tweekleppigensoort uit de familie van de Veneridae. De wetenschappelijke naam van de soort is voor het eerst geldig gepubliceerd in 1843 door Koch in Philippi.